# Подгорнов, Николай Михайлович
Никола́й Миха́йлович Подгорнов (род. 15 мая 1949, Грязовецкий район, Вологодская область) — глава администрации Вологодской области в 1991—1996 годах.

## Биография
Родился 15 мая 1949 года в селе Леждом Грязовецкого района Вологодской области, русский. Его деды — сельские врачи, мать — служащая, отец — сотрудник НКВД. В 1965 году закончил ГПТУ-4 в Великом Устюге по специальности «судомашинист-рулевой-слесарь».

### Трудовая деятельность
Работал вторым помощником механика на судоремонтном заводе, мотористом-матросом теплохода Котласского речного пароходства, слесарем в совхозе «Сидоровский» Грязовецкого района. В 1969 году избран ответственным секретарём комсомольской организации совхоза «Демьяновский». В 1971—1973 годах служил в армии, где вступил в КПСС (член до конца 1990 года). После демобилизации работал председателем профкома и секретарём комитета ВЛКСМ колхоза «Заря» Грязовецкого района.
С 1976 по 1979 год — директор совхоза «Демьяновский», с 1979 по 1990 год — директор совхоза «Аврора» Грязовецкого района. Являлся членом бюро Вологодского обкома КПСС. Закончил три курса Всесоюзного юридического заочного института.
В 1988 году был избран делегатом XIX конференции КПСС. С 1990 по 1993 год — народный депутат РФ по Сокольскому территориальному округу № 332 Вологодской области, был членом Высшего экономического Совета при Президиуме Верховного Совета России.
24 октября 1991 года назначен на должность главы администрации области указом Президента РСФСР. В 1992 году дважды отказывался от предложенного ему поста министра сельского хозяйства РФ. Летом 1993 года участвовал в работе Конституционного совещания. В сентябре 1993 года выступил одним из инициаторов создания «Вологодской республики».
В 1993 году был избран членом Совета Федерации по Вологодскому двухмандатному избирательному округу № 35. Был включен в список поддержки блока «Выбор России».
В 1996 году по должности входил в Совет Федерации, был членом Комитета по делам Федерации, Федеративному договору и региональной политике.

### Уголовные дела
В феврале 1996 года против него было возбуждено уголовное дело в связи с выборами Президента России 1996 года и предвыборной кампанией Бориса Ельцина. 23 марта был временно отстранен от должности и 17 мая 1996 года снят с поста губернатора. В октябре 1996 года принимал участие в губернаторских выборах, занял четвёртое место.
В ноябре 1996 года был арестован по недоказанным обвинениям во взяточничестве, хищениях, злоупотреблении служебным положением, уклонении от уплаты налогов.
В 1998 году Вологодский областной суд, рассмотрев дело Н. Подгорнова, вынес оправдательное решение по 19 эпизодам из 20, фигурировавших в обвинительном заключении. Признав вину экс-губернатора по факту незаконного приобретения оборудования и деталей к предоставленному в его пользование джипу, 2 декабря 1998 года суд приговорил его к одному году лишения свободы условно. В мае 1999 года Верховный Суд РФ отменил приговор областного суда, и в октябре 1999 года Н. Подгорнов был приговорен к 7 годам лишения свободы и взят под стражу. В 2000 году вышел на свободу по амнистии.
Отошёл от политической деятельности, занялся бизнесом, был генеральным директоректором агрофирмы «Северная ферма». В сентябре 2014 года сам обратился с заявлением о собственном банкротстве. Иск был удовлетворён полностью. В марте 2015 года на него было заведено новое уголовное дело по ч.2 статьи 199.1 УК РФ (неисполнение обязанностей налогового агента). По данным следственных органов по Вологодской области, с 1 апреля 2011 года по 30 ноября 2012 года он утаил более 11 миллионов рублей подоходного налога своих работников, не перечислив их в бюджет. Этими деньгами он рассчитывался с тремя фирмами, в которых сам же являлся учредителем.
Женат, имеет двух детей.